# Інкардар'їнський сільський округ
Інкардар'їнський сільський округ (каз. Іңкәрдәрия ауылдық округі, рос. Инкардарьинский сельский округ) — адміністративна одиниця у складі Сирдар'їнського району Кизилординської області Казахстану. Адміністративний центр та єдиний населений пункт — село Інкардар'я.
Населення — 857 осіб (2021; 1059 у 2009, 1096 у 1999, 1239 у 1989).
Станом на 1989 рік існувала Інкардар'їнська сільська рада (село Інкардар'я).